# Ушатый, Иван Фёдорович Бородатый
Князь Иван Фёдорович Ушатый по прозванию Бородатый и Меньшой — воевода и наместник во времена правления Ивана III Васильевича и Василия III Ивановича.
Из княжеского рода Ушатые. Четвёртый сын родоначальника, князя Фёдора Ивановича по прозванию Ушат и дочери Якова Казака-Кошкина. Имел братьев, князей: Василия, Константина,  Ивана Ляпуна, Юрия и Петра Фёдоровичей.

## Биография
Сын боярский. В январе 1495 года послан четвёртым в Вильно с боярами, в свите дочери великого князя Ивана III — княжны Елены Ивановны, для бракосочетания с великим князем литовским Александром Ягеллончиком. В 1502 году первый наместник в Торжке. В 1503 году воевода Передового полка в походе из Ржева в Вязьму. В 1509 году послан четвёртым воеводою войск правой руки в походе из Москвы в Вязьму. В 1512 году воевода Передового полка в походе на Литву. В 1513 году воевода войск, сперва левой руки, а после правой руки в смоленском походе. В 1514 году, третий воевода при осаде и взятии Смоленска. В ноябре 1517 года находился в Москве на приёме имперского посла С. Герберштейна. В 1520 году второй воевода войск левой руки в Туле.
Владел вотчиной на Волге в Ярославском уезде, поблизости от границ Юхотского удела.
По родословной росписи показан бездетным.